# Jordi Gené
Jordi Gené Guerrero (Sabadell, 5 dicembre 1970) è un pilota automobilistico spagnolo.

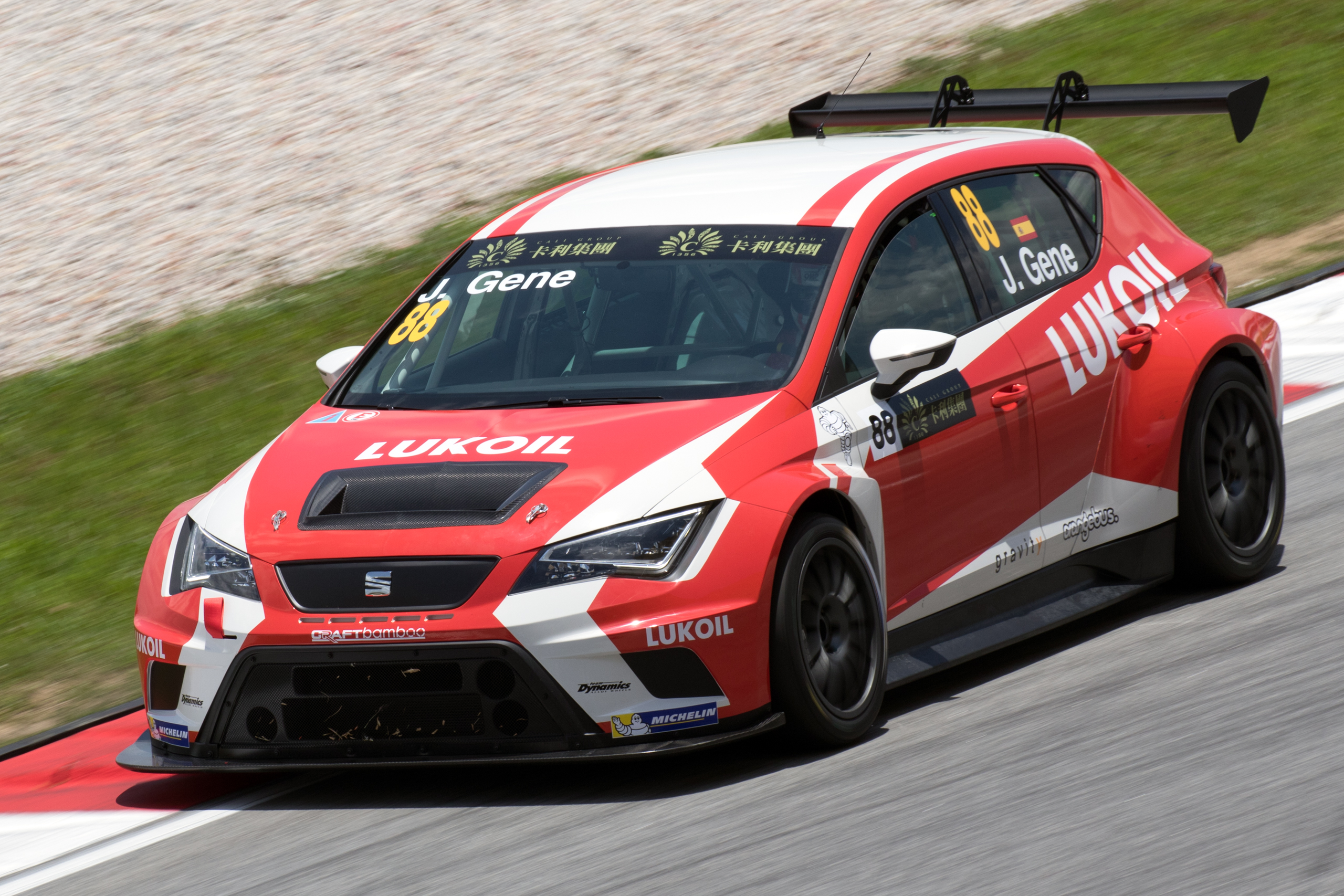
Gene su Seat Léon al TCR di Malaysia nel 2015

Durante la sua carriera ha gareggiato in svariati campionati automobilistici, principalmente nella categoria turismo (nei campionati turismo svedese, spagnolo ed europeo), tra cui nel Campionato Mondiale Turismo tra il 2005 e il 2010. Come miglior risultato ha ottenuto un terzo posto assoluto al TCR International Series 2015. Inoltre ha partecipato a tre edizioni della 24 Ore di Le Mans tra il 2000 e il 2002, ottenendo la vittoria di classe nel 2001.
Suo fratello Marc Gené è un ex pilota di Formula 1.

## Risultati

### 24 Ore di Le Mans
| Anno | Team                             | Co-Piloti                                | Vetture        | Classe | Giri | Pos. | Class Pos. |
| ---- | -------------------------------- | ---------------------------------------- | -------------- | ------ | ---- | ---- | ---------- |
| 2000 | Racing Organisation Course (ROC) | Jean-Christophe Boullion Jérôme Policand | Reynard 2KQ-LM | LMP675 | 72   | DNF  | DNF        |
| 2001 | ROC Auto                         | Jean-Denis Délétraz Pascal Fabre         | Reynard 2KQ-LM | LMP675 | 284  | 5°   | 1°         |
| 2002 | ROC Auto                         | Mark Smithson Peter Owen                 | Reynard 2KQ-LM | LMP675 | 126  | DNF  | DNF        |

### Pure ETCR / ETCR
| Anno    | Squadra                   | Vettura       | ITA | SPA | DAN | UNG | FRA |     | Punti | Pos. |
| ------- | ------------------------- | ------------- | --- | --- | --- | --- | --- | --- | ----- | ---- |
| 2021    | Cupra X Zengő Motorsport] | CUPRA e-Racer | 4   | 6   | 5   | 6   | 7   |     | 260   | 4°   |
| Anno    | Squadra                   | Vettura       | FRA | UNG | SPA | BEL | ITA | GER | Punti | Pos. |
| 2022    | Cupra EKS                 | CUPRA e-Racer | 9   | 12  | 3   | 12  | 11  | 12  | 218   | 9°   |
| Legenda |                           |               |     |     |     |     |     |     |       |      |

## Palmarès
- 24 Ore di Le Mans: 1
2001 su Reynard 2KQ-LM